# Sportåret 1857

## Händelser

### Baseboll
- 22 januari - National Association of Base Ball Players grundas i New York.[1]
- 7 mars - Det beslutas att en basebollmatch ska bestå av 9 "innings" och inte 9 "runs".[1]
- Maj - 16 klubbar i delstaten New York enas om regeländringar där bland annat 21 runs ersätts av 9 innings.

### Boxning
- 10 februari — Tom Sayers besegrar Aaron Jones i 8:e ronden vid Medway i Kent i England, Storbritannien. Efter att ha besegrat Harry Poulson föregående år, är Sayers är nu den största utmanare om titeln, av William Perry och Tom Paddock.[2]
- 16 juni — Sayers besegrar Perry efter ronder på Isle of Grain. Sayers göör anspråk på titeln, men de flesta erkänner Paddock, som inte boxas detta år. Perrys karriär slutar efter förlusten mot Sayers.[2]
- Okänt datum - John Morrissey återtar det amerikanska mästerskapet, men inga matcher med honom under 1855 finns nedtecknade.[3]

### Cricket
- 15 januari — Vid första förstklassiga cricketmatchen i Sydney vinner New South Wales mot Victoria på The Domain.[1]
- Okänt datum - Surrey CCC vinner County Championship [4].

### Fotboll
- 24 oktober - Sheffield FC, världens första fotbollsklubb, bildas i England, Storbritannien.[1]
- Okänt datum - Liverpool FC",[5] the rugby union-klubben som senare uppstår i Liverpool Saint Helens FC (1980-talet).

### Rodd
- 4 april - Oxfords universitet vinner universitetsrodden mot Universitetet i Cambridge.

## Födda
- 17 september – Lillian Watson, brittisk tennisspelare.
- Okänt datum – Willie Fernie, skotsk golfare.